# Liste des montagnes russes de Bolliger & Mabillard
L'entreprise suisse Bolliger & Mabillard a construit 118 montagnes russes
| Nom                                                               | Parc                                                       | Pays         | Model             | Année                        | Photo |
| ----------------------------------------------------------------- | ---------------------------------------------------------- | ------------ | ----------------- | ---------------------------- | ----- |
| Acrobat                                                           | Nagashima Spa Land                                         | Japon        | Flying Coaster    | 2015                         |       |
| Afterburn                                                         | Carowinds                                                  | États-Unis   | Inverted Coaster  | 1999                         |       |
| Alpengeist                                                        | Busch Gardens Williamsburg                                 | États-Unis   | Inverted Coaster  | 1997                         |       |
| Firebird Anciennement Apocalypse                                  | Six Flags Great America                                    | États-Unis   | Stand-up Coaster  | 1990                         |       |
| Apollo's Chariot                                                  | Busch Gardens Williamsburg                                 | États-Unis   | Hyper Coaster     | 1999                         |       |
| Banshee                                                           | Kings Island                                               | États-Unis   | Inverted Coaster  | 2014                         |       |
| Baron 1898                                                        | Efteling                                                   | Pays-Bas     | Dive Coaster      | 2015                         |       |
| Batman - The Dark Knight                                          | Six Flags New England                                      | États-Unis   | Floorless Coaster | 2002                         |       |
| Batman: The Ride                                                  | Six Flags Great America                                    | États-Unis   | Inverted Coaster  | 1992                         |       |
| Batman: The Ride                                                  | Six Flags Magic Mountain                                   | États-Unis   | Inverted Coaster  | 1994                         |       |
| Batman: The Ride                                                  | Six Flags Great Adventure                                  | États-Unis   | Inverted Coaster  | 1993                         |       |
| Batman: The Ride                                                  | Six Flags St. Louis                                        | États-Unis   | Inverted Coaster  | 1995                         |       |
| Batman: The Ride                                                  | Six Flags Over Georgia                                     | États-Unis   | Inverted Coaster  | 1997                         |       |
| Batman: The Ride                                                  | Six Flags Over Texas                                       | États-Unis   | Inverted Coaster  | 1999                         |       |
| Behemoth                                                          | Canada's Wonderland                                        | Canada       | Hyper Coaster     | 2008                         |       |
| Superman the Ride Anciennement Bizarro                            | Six Flags Great Adventure                                  | États-Unis   | Floorless Coaster | 1999                         |       |
| Black Mamba                                                       | Phantasialand                                              | Allemagne    | Inverted Coaster  | 2006                         |       |
| Crystal Wings                                                     | Happy Valley (Pékin)                                       | Chine        | Flying Coaster    | 2006                         |       |
| Dæmonen                                                           | Jardins de Tivoli                                          | Danemark     | Floorless Coaster | 2004                         |       |
| Diamondback                                                       | Kings Island                                               | États-Unis   | Hyper Coaster     | 2009                         |       |
| Diavlo                                                            | Himeji Central Park                                        | Japon        | Inverted Coaster  | 1994                         |       |
| Dive Coaster                                                      | Chimelong Paradise                                         | Chine        | Dive Coaster      | 2008                         |       |
| Diving Coaster                                                    | Happy Valley (Shanghai)                                    | Chine        | Dive Coaster      | 2009                         |       |
| Diving Machine G5                                                 | Janfusun Fancyworld                                        | Taïwan       | Dive Coaster      | 2000                         |       |
| Dominator Anciennement Dominator                                  | Kings Dominion Geauga Lake's Wildwater Kingdom             | États-Unis   | Floorless Coaster | 2008 2000 - 2007             |       |
| Dragon Challenge                                                  | Universal's Islands of Adventure                           | États-Unis   | Inverted Coaster  | 1999 - 2017                  |       |
| Dragon Khan                                                       | PortAventura Park                                          | Espagne      | Sitting Coaster   | 1995                         |       |
| Dragon's Run Anciennement Led Zeppelin - The Ride et Time Machine | Dragon Park (en) Freestyle Music Park                      | Viêt Nam     | Sitting Coaster   | 2017 2008 - 2009             |       |
| Emperor                                                           | SeaWorld San Diego                                         | États-Unis   | Dive Coaster      | 2022                         |       |
| Family Inverted Coaster                                           | Happy Valley (Shanghai)                                    | Chine        | Inverted Coaster  | 2014                         |       |
| Fēnix                                                             | Toverland                                                  | Pays-Bas     | Wing Coaster      | 2018                         |       |
| Flight Deck                                                       | California's Great America                                 | États-Unis   | Inverted Coaster  | 1993                         |       |
| Flug der Dämonen                                                  | Heide Park                                                 | Allemagne    | Wing Coaster      | 2014                         |       |
| Fury 325                                                          | Carowinds                                                  | États-Unis   | Giga Coaster      | 2015                         |       |
| Galactica                                                         | Alton Towers                                               | Royaume-Uni  | Flying Coaster    | 2002                         |       |
| GateKeeper                                                        | Cedar Point                                                | États-Unis   | Wing Coaster      | 2013                         |       |
| Georgia Scorcher                                                  | Six Flags Over Georgia                                     | États-Unis   | Stand-up Coaster  | 1999                         |       |
| Goliath                                                           | Six Flags Over Georgia                                     | États-Unis   | Hyper Coaster     | 2006                         |       |
| Goliath                                                           | La Ronde                                                   | Canada       | Hyper Coaster     | 2006                         |       |
| Goliath Anciennement Dominator Anciennement Gambit                | Six Flags Fiesta Texas Six Flags New Orleans Thrill Valley | États-Unis   | Inverted Coaster  | 2008 2003 - 2007 1995 - 2002 |       |
| Great Bear                                                        | Hersheypark                                                | États-Unis   | Inverted Coaster  | 1998                         |       |
| Great White                                                       | SeaWorld San Antonio                                       | États-Unis   | Inverted Coaster  | 1997                         |       |
| Green Lantern                                                     | Six Flags Great Adventure                                  | États-Unis   | Stand-up Coaster  | 1997                         |       |
| Griffon                                                           | Busch Gardens Williamsburg                                 | États-Unis   | Dive Coaster      | 2007                         |       |
| Hair Raiser                                                       | Ocean Park Hong Kong                                       | Chine        | Floorless Coaster | 2011                         |       |
| Hollywood Dream: The Ride                                         | Universal Studios Japan                                    | Japon        | Sitting Coaster   | 2007                         |       |
| Hydra the Revenge                                                 | Dorney Park & Wildwater Kingdom                            | États-Unis   | Floorless Coaster | 2005                         |       |
| Insane Speed                                                      | Janfusun Fancyworld                                        | Taïwan       | Floorless Coaster | 2001                         |       |
| Intimidator                                                       | Carowinds                                                  | États-Unis   | Hyper Coaster     | 2010                         |       |
| Katun                                                             | Mirabilandia                                               | Italie       | Inverted Coaster  | 2000                         |       |
| Krake                                                             | Heide Park                                                 | Allemagne    | Dive Coaster      | 2011                         |       |
| Kraken                                                            | SeaWorld Orlando                                           | États-Unis   | Floorless Coaster | 2000                         |       |
| Kumba                                                             | Busch Gardens Tampa                                        | États-Unis   | Sitting Coaster   | 1993                         |       |
| Leviathan                                                         | Canada's Wonderland                                        | Canada       | Giga Coaster      | 2012                         |       |
| Lightning                                                         | Kuwait Entertainment City                                  | Koweït       | Inverted Coaster  | 2004                         |       |
| Manta                                                             | SeaWorld Orlando                                           | États-Unis   | Flying Coaster    | 2009                         |       |
| Mako                                                              | SeaWorld Orlando                                           | États-Unis   | Hyper Coaster     | 2016                         |       |
| Medusa                                                            | Six Flags Discovery Kingdom                                | États-Unis   | Floorless Coaster | 2000                         |       |
| Montu                                                             | Busch Gardens Tampa                                        | États-Unis   | Inverted Coaster  | 1996                         |       |
| Nemesis                                                           | Alton Towers                                               | Royaume-Uni  | Inverted Coaster  | 1994                         |       |
| Nemesis Inferno                                                   | Thorpe Park                                                | Royaume-Uni  | Inverted Coaster  | 2003                         |       |
| Nitro                                                             | Adlabs Imagica                                             | Inde         | Floorless Coaster | 2013                         |       |
| Nitro                                                             | Six Flags Great Adventure                                  | États-Unis   | Hyper Coaster     | 2001                         |       |
| Oblivion                                                          | Alton Towers                                               | Royaume-Uni  | Dive Coaster      | 1998                         |       |
| Oblivion : The Black Hole                                         | Gardaland                                                  | Italie       | Dive Coaster      | 2015                         |       |
| OzIris                                                            | Parc Astérix                                               | France       | Inverted Coaster  | 2012                         |       |
| Parrot Coaster                                                    | Chimelong Ocean Kingdom                                    | Chine        | Wing Coaster      | 2014                         |       |
| Patriot                                                           | Worlds of Fun                                              | États-Unis   | Inverted Coaster  | 2006                         |       |
| Phaethon                                                          | Gyeongju World                                             | Corée du Sud | Inverted Coaster  | 2007                         |       |
| Pipeline: The Surf Coaster                                        | SeaWorld Orlando                                           | États-Unis   | Launched Coaster  | 2023                         |       |
| Pyrenees                                                          | Parque España-Shima Spain Village                          | Japon        | Inverted Coaster  | 1997                         |       |
| Raging Bull                                                       | Six Flags Great America                                    | États-Unis   | Hyper Coaster     | 1999                         |       |
| Raptor                                                            | Cedar Point                                                | États-Unis   | Inverted Coaster  | 1994                         |       |
| Raptor                                                            | Gardaland                                                  | Italie       | Wing Coaster      | 2011                         |       |
| Rougarou Anciennement Mantis                                      | Cedar Point                                                | États-Unis   | Floorless Coaster | 1996                         |       |
| Scream!                                                           | Six Flags Magic Mountain                                   | États-Unis   | Floorless Coaster | 2003                         |       |
| Shadows of Arkham                                                 | Parque Warner Madrid                                       | Espagne      | Inverted Coaster  | 2002                         |       |
| Shambhala                                                         | PortAventura Park                                          | Espagne      | Hyper Coaster     | 2012                         |       |
| SheiKra                                                           | Busch Gardens Tampa                                        | États-Unis   | Dive Coaster      | 2005                         |       |
| Silver Bullet                                                     | Knott's Berry Farm                                         | États-Unis   | Inverted Coaster  | 2004                         |       |
| Silver Star                                                       | Europa-Park                                                | Allemagne    | Hyper Coaster     | 2002                         |       |
| Sky Scrapper                                                      | World Joyland                                              | Chine        | Flying Coaster    | 2011                         |       |
| Superman: Krypton Coaster                                         | Six Flags Fiesta Texas                                     | États-Unis   | Floorless Coaster | 2000                         |       |
| Superman: La Atracción de Acero                                   | Parque Warner Madrid                                       | Espagne      | Floorless Coaster | 2002                         |       |
| Superman: Ultimate Flight                                         | Six Flags Over Georgia                                     | États-Unis   | Flying Coaster    | 2002                         |       |
| Superman: Ultimate Flight                                         | Six Flags Great Adventure                                  | États-Unis   | Flying Coaster    | 2003                         |       |
| Superman: Ultimate Flight                                         | Six Flags Great America                                    | États-Unis   | Flying Coaster    | 2003                         |       |
| Talon                                                             | Dorney Park & Wildwater Kingdom                            | États-Unis   | Inverted Coaster  | 2001                         |       |
| Tatsu                                                             | Six Flags Magic Mountain                                   | États-Unis   | Flying Coaster    | 2006                         |       |
| Incredible Hulk Coaster                                           | Universal's Islands of Adventure                           | États-Unis   | Sitting Coaster   | 1999                         |       |
| The Monster Anciennement Orochi                                   | Walygator Parc Expoland                                    | France       | Inverted Coaster  | 2010 1996 - 2007             |       |
| The Riddler's Revenge                                             | Six Flags Magic Mountain                                   | États-Unis   | Stand-up Coaster  | 1998                         |       |
| The Swarm                                                         | Thorpe Park                                                | Royaume-Uni  | Wing Coaster      | 2012                         |       |
| Thunderbird                                                       | Holiday World & Splashin' Safari                           | États-Unis   | Wing Coaster      | 2015                         |       |
| Valkyria                                                          | Liseberg                                                   | Suède        | Dive Coaster      | 2018                         |       |
| Valravn                                                           | Cedar Point                                                | États-Unis   | Dive Coaster      | 2016                         |       |
| Vampire                                                           | La Ronde                                                   | Canada       | Inverted Coaster  | 2002                         |       |
| Patriot Anciennement Vortex                                       | California's Great America                                 | États-Unis   | Stand-up Coaster  | 1991                         |       |
| Vortex                                                            | Carowinds                                                  | États-Unis   | Stand-up Coaster  | 1992                         |       |
| Wild Eagle                                                        | Dollywood                                                  | États-Unis   | Wing Coaster      | 2012                         |       |
| Wildfire                                                          | Silver Dollar City                                         | États-Unis   | Sitting Coaster   | 2001                         |       |
| X-Flight                                                          | Six Flags Great America                                    | États-Unis   | Wing Coaster      | 2012                         |       |
| Yukon Striker                                                     | Canada's Wonderland                                        | Canada       | Dive Coaster      | 2019                         |       |